# Capsicum recurvatum
Capsicum recurvatum es una especie del género Capsicum de las solanáceas, originaria de los  estados de la región sureste de Brasil donde se encuentra silvestre y es endémico. Fue descrito por vez primera por Johanna A. Witasek en 1910.

## Características
Capsicum recurvatum es un arbusto de 1,2 a 1,8 m de altura. La planta tiene tallos con desarrollo dicotómico. Las flores están en un pedúnculo que se encuentra doblado en forma de rodilla, por lo que las flores giran 90° y agrupadas en inflorescencias de unas 4 flores. El cáliz está dotado con cinco a nueve dientes del cáliz curvados hacia atrás, a veces reducidos o escasamente visibles. La corola tiene forma de rueda, es de color blanco con manchas verdoso-amarillentas y un tubo de la corola de color verde. El estilo es de forma oblonga y se ensancha desde una base estrecha gradualmente a un extremo amplio. Los frutos son bayas esféricas, de color verde amarillento y se dividen en dos cámaras. Contienen semillas negruzcas. Los cromosomas son 2n = 26.

## Sistemática
Las investigaciones genéticas de los cariotipos han encontrado una relación más estrecha de Capsicum recurvatum con Capsicum villosum, Capsicum friburgense, Capsicum mirabile, Capsicum pereirae, Capsicum cornutum, Capsicum schottianum y Capsicum campylopodium. Sin embargo, los resultados de las investigaciones son ambiguas, para inferir relaciones filogenéticas precisas dentro del grupo.

## Hábitat
La especie crece endémica en los estados surorientales brasileños, sobre todo en Río de Janeiro, Santa Catarina, y Sao Paulo. Algunas poblaciones crecen en "Park Botelho", en "Estrada da Graciosa", en la Reserva de Paranapiacaba".
Crece en los bordes de la selva humbrófila densa submontana.

## Taxonomía
Capsicum recurvatum fue descrita por Johanna A. Witasek en 1910 y el trabajo fue publicado en « Naturwiss. Kl. Denkschriften der Kaiserlichen Akademie der Wissenschaften, Wien. Mathematisch-naturwissenschaftliche Klasse 79: 321. 1910. (Denkschr. Kaiserl. Akad. Wiss., Wien Math.-Naturwiss. Kl.) ».
Citología
- El número cromosómico del género Capsicum es de 2n=24, pero hay algunas especies silvestres con 26 cromosomas entre ellas C. cornutum que tiene 13 parejas de cromosomas (otros capsicum tienen 12)[7][8]

Etimología
Capsicum: neologismo botánico moderno que deriva del vocablo latino capsŭla, ae, ‘caja’, ‘cápsula’, ‘arconcito’, diminutivo de capsa, -ae, del griego χάψα, con el mismo sentido, en alusión al fruto, que es un envoltorio casi vacío. En realidad, el fruto es una baya y no una cápsula en el sentido botánico del término.
recurvatum: epíteto latino, que significa recurvado debido a los  pedúnculos doblados de las flores en la inflorescencia.
Variedades aceptadas
Sinonimia